# Tennistoernooi van Peking 2016
|                                              |  |                                    |
| Agnieszka Radwańska, winnares bij de vrouwen |  | Andy Murray, winnaar bij de mannen |

Het tennistoernooi van Peking van 2016 werd van zaterdag 1 tot en met zondag 9 oktober 2016 gespeeld op de hardcourtbanen van het China National Tennis Center, in het olympisch park van de Chinese hoofdstad Peking. De officiële naam van het toernooi was China Open.
Het toernooi bestond uit twee delen:
- WTA-toernooi van Peking 2016, het toernooi voor de vrouwen
- ATP-toernooi van Peking 2016, het toernooi voor de mannen

## Toernooikalender
| Peking            | oktober 2016 | oktober 2016 | oktober 2016 | oktober 2016 | oktober 2016 | oktober 2016 | oktober 2016 | oktober 2016 | oktober 2016 | oktober 2016 | oktober 2016 |
| Peking            | zat 1        | zon 2        | maa 3        | maa 3        | din 4        | woe 5        | woe 5        | don 6        | vrĳ 7        | zat 8        | zon 9        |
| ----------------- | ------------ | ------------ | ------------ | ------------ | ------------ | ------------ | ------------ | ------------ | ------------ | ------------ | ------------ |
| vrouwenenkelspel  | 1e ronde     | 1e ronde     | 1e ronde     | 2e ronde     | 2e ronde     | 2e ronde     | 3e ronde     | 3e ronde     | kwartfinale  | halve finale | finale       |
| vrouwendubbelspel | 1e ronde     | 1e ronde     | 1e ronde     | 1e ronde     | 1e ronde     | 2e ronde     | 2e ronde     | kwartfinale  | kwartfinale  | halve finale | finale       |
| mannenenkelspel   |              |              | 1e ronde     | 1e ronde     | 1e ronde     | 1e ronde     | 2e ronde     | 2e ronde     | kwartfinale  | halve finale | finale       |
| mannendubbelspel  |              |              | 1e ronde     | 1e ronde     | 1e ronde     | 1e ronde     | 2e ronde     | 2e ronde     |              | halve finale | finale       |

ATP-toernooi van Peking‎ – WTA-toernooi van Peking/Shanghai

2000 · 2001–2003 · 2004 · 2005 · 2006 · 2007 · 2008 · 2009 · 2010 · 2011 · 2012 · 2013 · 2014 · 2015 · 2016 · 2017 · 2018 · 2019 · 2020–2022 · 2023 · 2024